# ジャック・ブーランジェ
ジャック・ブーランジェ、本名ジャック＝ロマン・ブーランジェ（Jacques-Romain Boulenger, 1870年 - 1944年）は、フランスの作家、文芸批評家、文学史家、ジャーナリスト。

## 生涯
フランス国立古文書学校の出身者であり、『16世紀研究誌』（前身は『ラブレー研究誌』）の共同創刊者のひとりである。また彼は、ジャン・リヴァン（Jean Rivain）、ウジェーヌ・マルサン（Eugène Marsan）らとともに『思想・書物批評』誌（Revue critique des idées et des livres）の協力者にもなっていた。
中世文学とルネサンス文学の専門家で、円卓の騎士の翻案を手がけたほか、ガリマール出版社のプレイヤード叢書ではフランソワ・ラブレーの全集を手がけた。また、1911年にはルイ14世の大御世に関する歴史的な総括を上梓した。
ブーランジェはフランスの詩人たちをテーマにした文芸批評を多数出版しており、研究の対象となった詩人にはエミール・アンリオ（Émile Henriot）、マルスリーヌ・デボルド＝ヴァルモール（Marceline Desbordes-Valmore）、ノストラダムス、ジェラール・ド・ネルヴァル、ポール＝ジャン・トゥレ（Paul-Jean Toulet）らがいる。
作家としての創作活動には、小説である『双面の鏡』（Le Miroir à deux faces, 1928年）、『アダムとエヴァ』（Adam et Ève, 1938年）、短編の『晩と群島』（Les Soirs de l'archipel）、『我が女料理人の小話』（Contes de ma Cuisinière, 1935年）などがある。